# 清瀬市立清瀬中学校
清瀬市立清瀬中学校（きよせしりつ きよせちゅうがっこう）は、東京都清瀬市中里に所在する公立中学校である。1947年に開校し、同市内で最も歴史のある中学校である。清瀬市立清瀬小学校が隣接し、清瀬市役所も近隣に位置している。

## 沿革
- 1947年（昭和22年）
  - 4月1日 - 清瀬村立清瀬中学校として開校[2]。
  - 5月5日 - 清瀬下清戸717番地に仮校舎を置く。開校式を開催[2]。
- 1951年（昭和26年）4月1日 - 新校舎を落成[2]。
- 1952年（昭和27年）6月9日 - 東京都立大泉高等学校清瀬分校を併設[2][3]。
- 1954年（昭和29年）
  - 1月16日 - 東京都立小児病院に特殊学級を開設[2]。
  - 3月26日 - 青年学級を併設[2]。
  - 4月15日 - 清瀬町への町制施行により、「清瀬町立清瀬中学校」に改称[2]。
- 1956年（昭和31年）3月15日 - 校旗制定[2]。
- 1957年（昭和32年）3月18日 - 校歌制定[2]。
- 1962年（昭和37年）
  - 2月10日 - 制服を制定[2]。
  - 7月7日 - プールを落成[2]。
- 1965年（昭和40年）
  - 3月31日 - 清瀬第二中学校開校による学区再編に伴い、1・2年生358人を移籍[2]。
  - 4月1日 - 小児病院の特殊学級を清瀬第二中学校へ移管[2]。
- 1967年（昭和42年）8月1日 - 清瀬第三中学校開校による学区再編に伴い、1・2年生72人を移籍[2]。
- 1968年（昭和43年） - 屋内体育館を落成[2]。
- 1970年（昭和45年）10月1日 - 清瀬市への市制施行により、「清瀬市立清瀬中学校」に改称[2]。
- 1975年（昭和50年）
  - 4月1日 - 清瀬第四中学校開校による学区再編に伴い、1・2年生171人を移籍[2]。
  - 新校舎を落成[2]。
- 1976年（昭和51年）4月1日 - 特殊学級（心身障害）を開設[2]。
- 1978年（昭和53年）4月1日 - 特殊学級（情緒障害）を開設[2]。
- 1993年（平成5年）3月12日 - パソコン教室を設置[2]。
- 2010年（平成22年）1月29日 - 校舎の耐震補強工事を実施[2]。
- 2021年（令和3年）3月31日 - コミュニティハウスを落成[2]。

## 教育目標
教育目標として、「人間尊重を基本理念とし、国際的視野に立って平和を愛する社会人の育成を目指す」ことを掲げており、具体的には、正しい判断力と粘り強い実践力を備えた生徒、健やかな身体と豊かな情操を有する生徒、そして高い知性とたくましい創造力を持つ生徒の育成を目指している。

## 部活動
運動部・文化部を含む12の部活動が設置されている。

| 運動部 - サッカー部 - ソフトテニス部 - バスケットボール部 - 男子バレーボール部 - 女子バレーボール部 - 卓球部 - バドミントン部 | 文化部 - 美術部 - 吹奏楽部 - 筝曲部 - 英語部 - クッキング部 |

## 通学区域
- 上清戸二丁目
- 中清戸のうち二丁目および四丁目
- 中里のうち、三丁目および四丁目の全域と、五丁目および六丁目の一部

出典：

## 交通アクセス
- 鉄道：西武池袋線 清瀬駅下車、西武バスに乗り換え。
- バス：西武バス「宮の台住宅」停留所より徒歩およそ4分。